# Дьортйол
Дьортйол (тур. Dörtyol) — місто і район в провінції Хатай (Туреччина). 
Це портове місто і нафтовий термінал, розташований за 26 км на північ від міста Іскендерун, неподалік від найсхіднішої точки Середземного моря у затоці Іскендерун.

## Етимологія
Нинішня назва Дьортйол — приблизний переклад на турецьку історичної (вірменської) назви Чорс-Марзпет. 
Чорс-Марзпет з вірменської перекладається як «чотири губернатори». 
Дьортйол з турецької перекладається як «чотири дороги», тобто «перехрестя».

## Історія
Люди жили у цих місцях з найдавніших часів, але місто Чорс-Марзпет було засноване в період правління Рубенідської династії Кілікійського царства у XII столітті як оборонна фортеця біля південно-східних кордонів країни. 
Згодом місто входило до складу різних держав; у XVI столітті воно увійшло до складу Османської імперії. 
Місто було центром вірменського спротиву як під час Аданської різанини вірмен в 1909-му, так і під час геноциду вірмен в 1915 році.
Коли Держава Хатай 29 червня 1939 року була анексована Туреччиною, то райони Дьортйол, Ерзінь та Хасса провінції Газіантеп були приєднані до новоствореного ілу Хатай.

## Економіка
У районі розташований металургійний завод ММК-Акаташ.